# Vateriopsis
Genre
Classification phylogénétique
Statut de conservation UICN

 CR B1ab(i,iv); D : 
En danger critique

 Vateriopsis est un genre de plantes à fleurs de la famille des Dipterocarpaceae ne comptant qu'une seule espèce: Vateriopsis seychellarum. C'est un arbre endémique aux îles Seychelles.

## Description
C'est un grand arbre pouvant atteindre 30 mètres de haut.

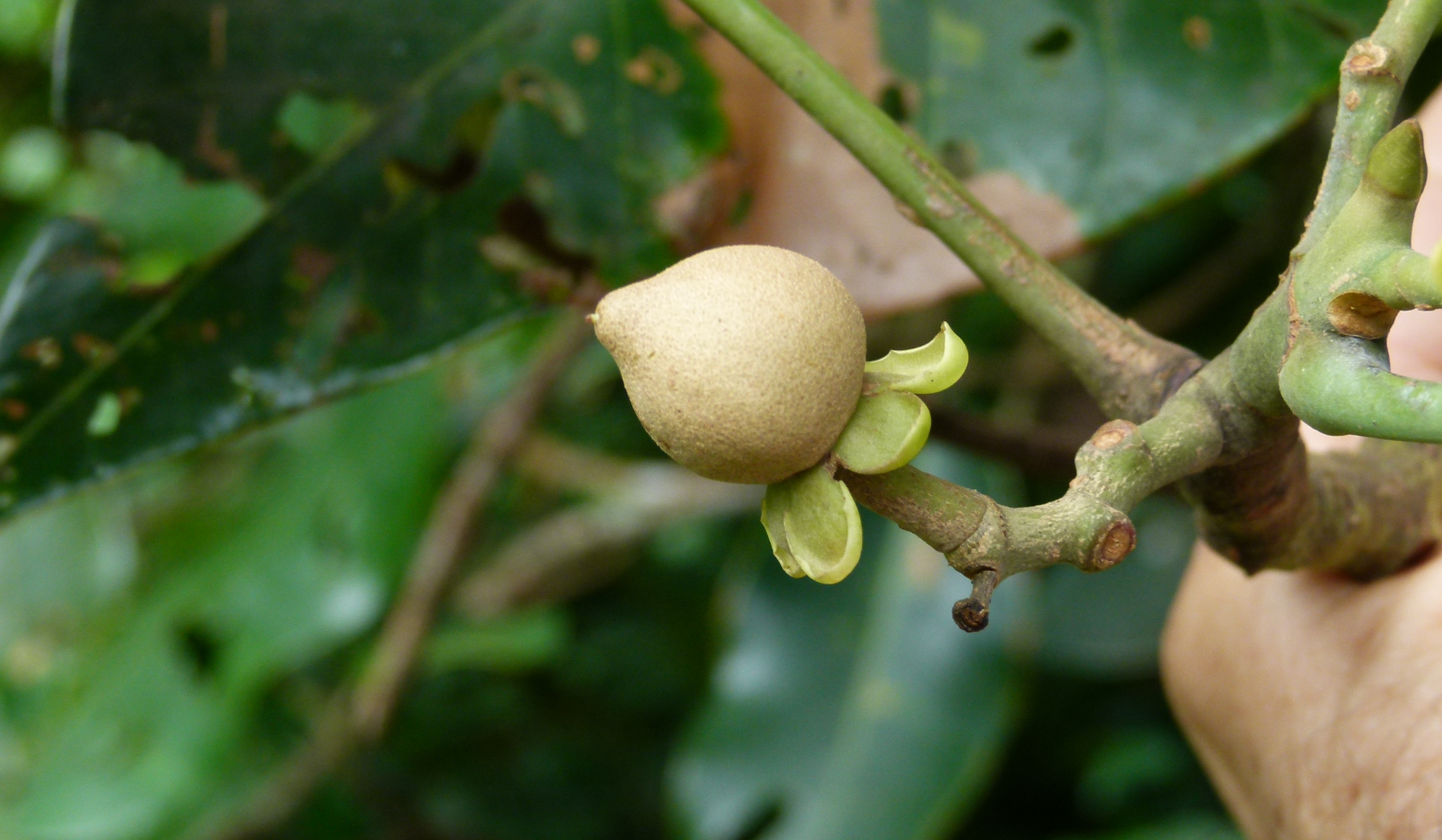
Fruit de Vateriopsis seychellarum.

## Répartition
L'unique espèce du genre Vateriopsis seychellarum est endémique à l'île Mahé sur un territoire de 23 km2.

## Conservation
La population a été décimée par l'exploitation forestière. En 2011, il ne restait que 58 arbres, la survie de l'espèce est incertaine malgré sa protection du fait de la faiblesse sa population et la difficulté de regénération. 17 arbres plantés dans les années 1970 ne donnent pas de signe de reproduction.